# Battitore olandese

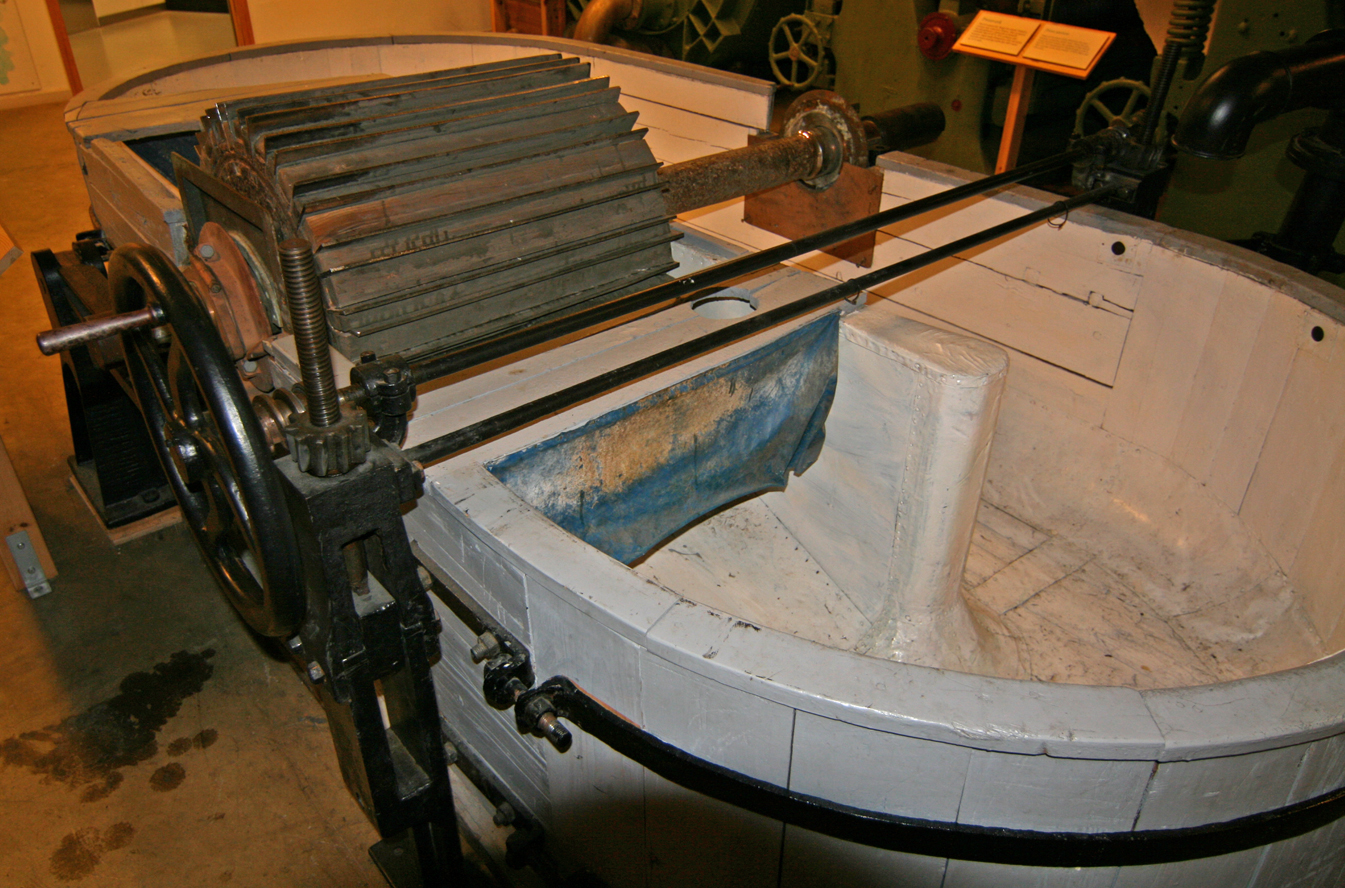
Un battitore olandese

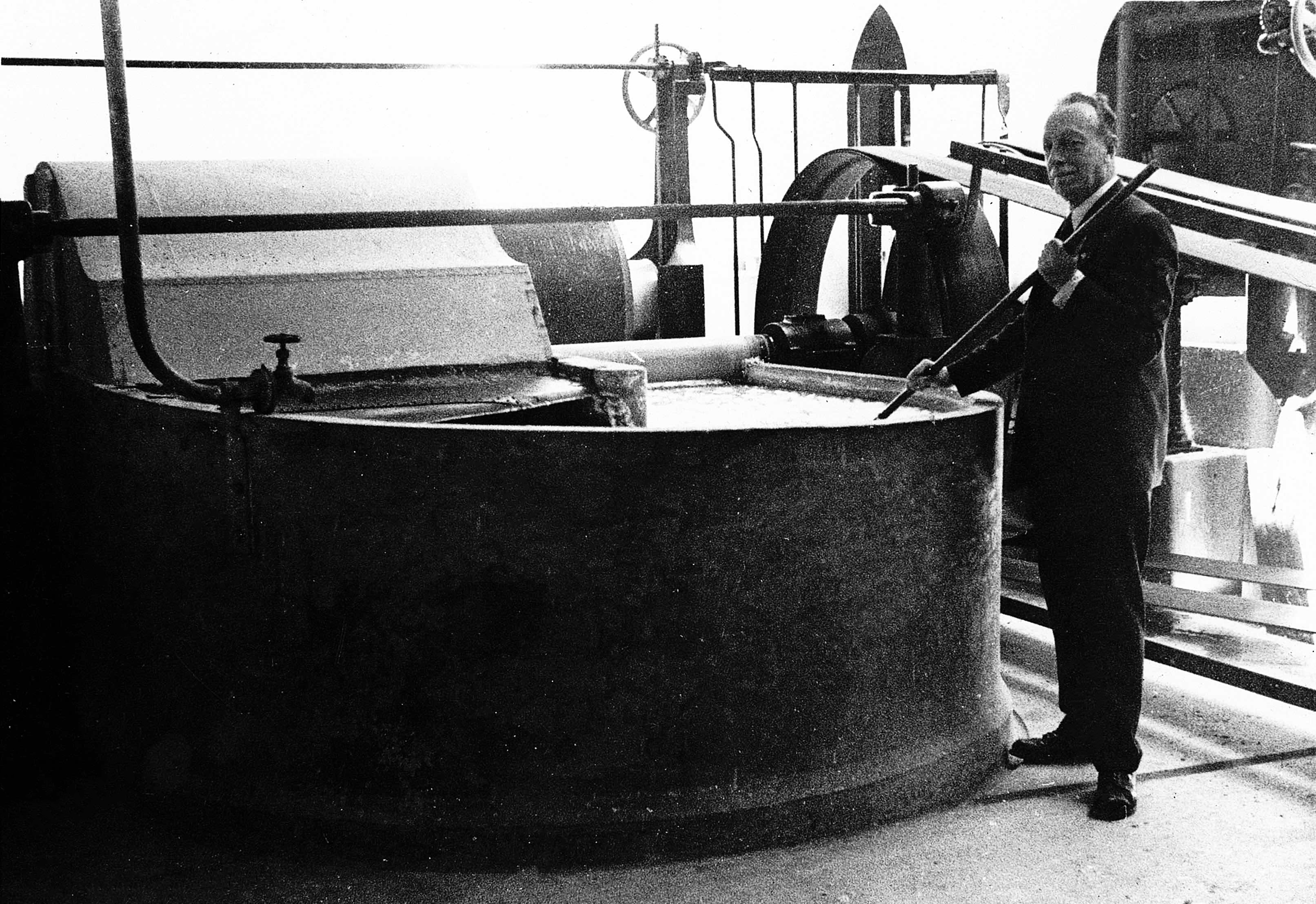
Anni '20 - G.B. Miliani mescola la pasta in lavorazione all'interno del cilindro olandese raffinatore nella Cartiera Miliani di Fabriano

Un battitore olandese (anche detto spappolatore olandese) è una macchina sviluppata dagli olandesi nel 1680 per produrre pasta di carta dalla cellulosa contenente fibre vegetali. Ha sostituito i mulini per la preparazione della polpa perché gli olandesi potevano produrre in un giorno la stessa quantità di polpa che in un mulino avrebbe richiesto otto giorni.
Tuttavia, le pale di legno e il processo di battitura di un mulino producevano fibre di cellulosa più lunghe, più facilmente idratate e più fibrillate; aumentando così la forza della carta risultante. L'olandese utilizzava lame di metallo e un'azione di taglio per tagliare la materia prima, ottenendo fibre di cellulosa più corte e carta più debole. Inoltre, le lame metalliche dell'olandese spesso introducevano contaminanti metallici nella carta quando una lama ne colpiva un'altra. Questi contaminanti agivano spesso da catalizzatori per l'ossidazione che è stata trovata nella doratura della vecchia carta chiamata fioritura.
A sua volta, l'olandese fu (parzialmente) sostituito dal raffinatore conico o raffinatore Jordan, dal nome del suo inventore americano, Joseph Jordan, che brevettò il dispositivo nel 1858.
Il design di un battitore olandese consiste in una pista d'acqua circolare o ovoidale con una ruota battente in un unico punto lungo la pista. La ruota battente è un compressore centrifugo o un cilindro a girante radiale parallelo a una piastra scanalata, simile alla costruzione di una ruota idraulica o di una puleggia dentata. Sotto la potenza, le lame ruotano per battere la fibra in un impasto di polpa utilizzabile. La ruota e la piastra del battitore non si toccano, poiché ciò comporterebbe il taglio. La distanza tra le due è regolata per aumentare o diminuire la pressione sulle fibre durante il passaggio attraverso la frusta.
L'obiettivo di utilizzare una frusta (piuttosto che un altro processo come la macinazione, come fanno molti mulini di pasta di legno) è quello di creare fibre più lunghe, idratate e fibrillate (le fibre fibrillate vengono abrase nella misura in cui molte fibre parzialmente rotte si estendono dalla fibra principale, aumentando la superficie della fibra e quindi il suo potenziale di legame a idrogeno). La molatura delle fibre non è desiderabile. Pertanto, le "lame" non sono ciò che si potrebbe pensare "affilate", e battitori ben progettati consentono di ridurre al minimo l'azione di taglio delle lame rotanti contro il fondo della canaletta dell'acqua.

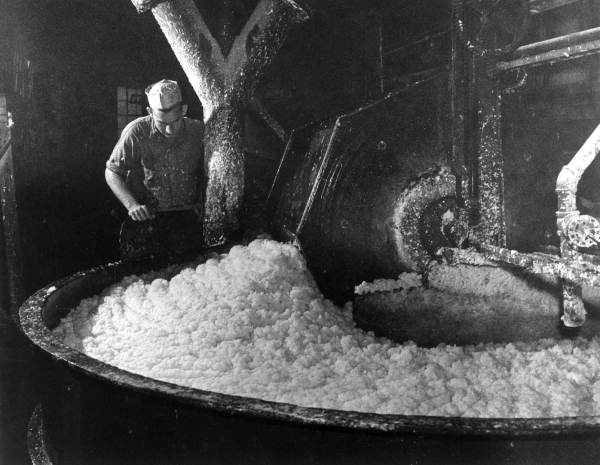
Lavorazione della polpa in una frusta olandese (1947)